# Sieben Schwestern (Berg)

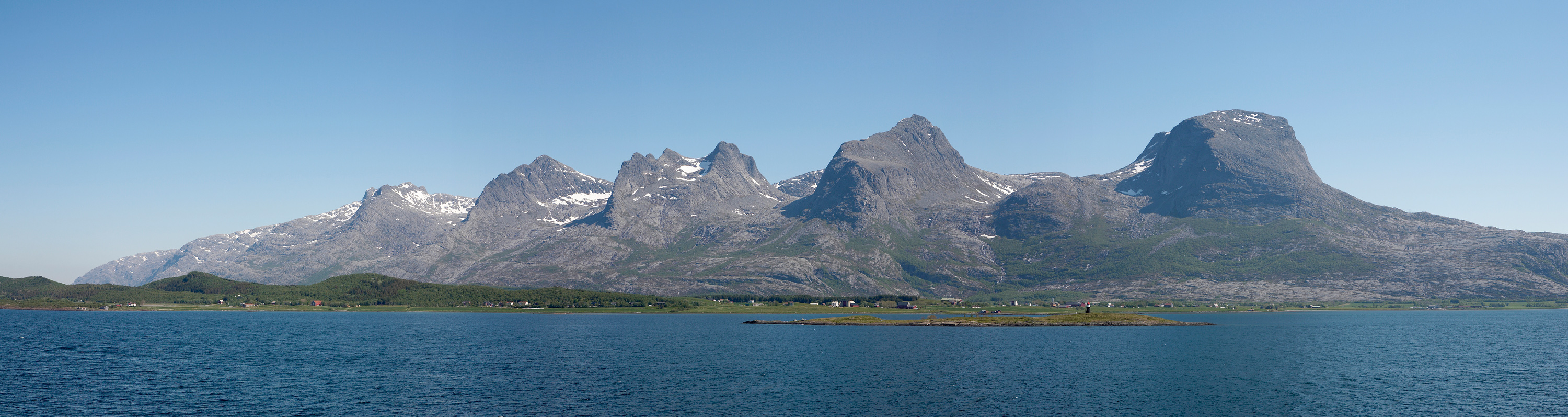
Die Sieben Schwestern

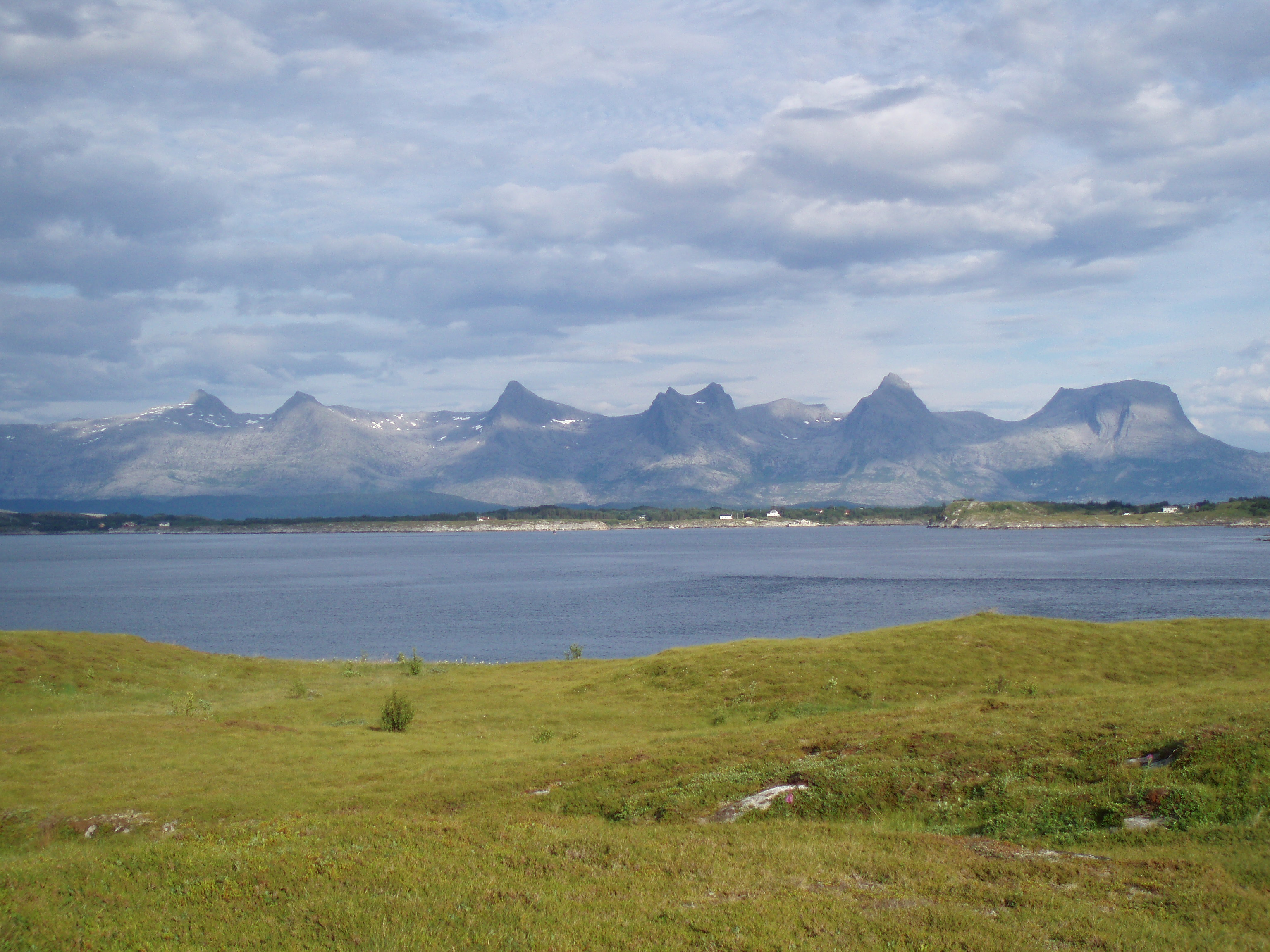
Blick von der Insel Dønna auf die Sieben Schwestern

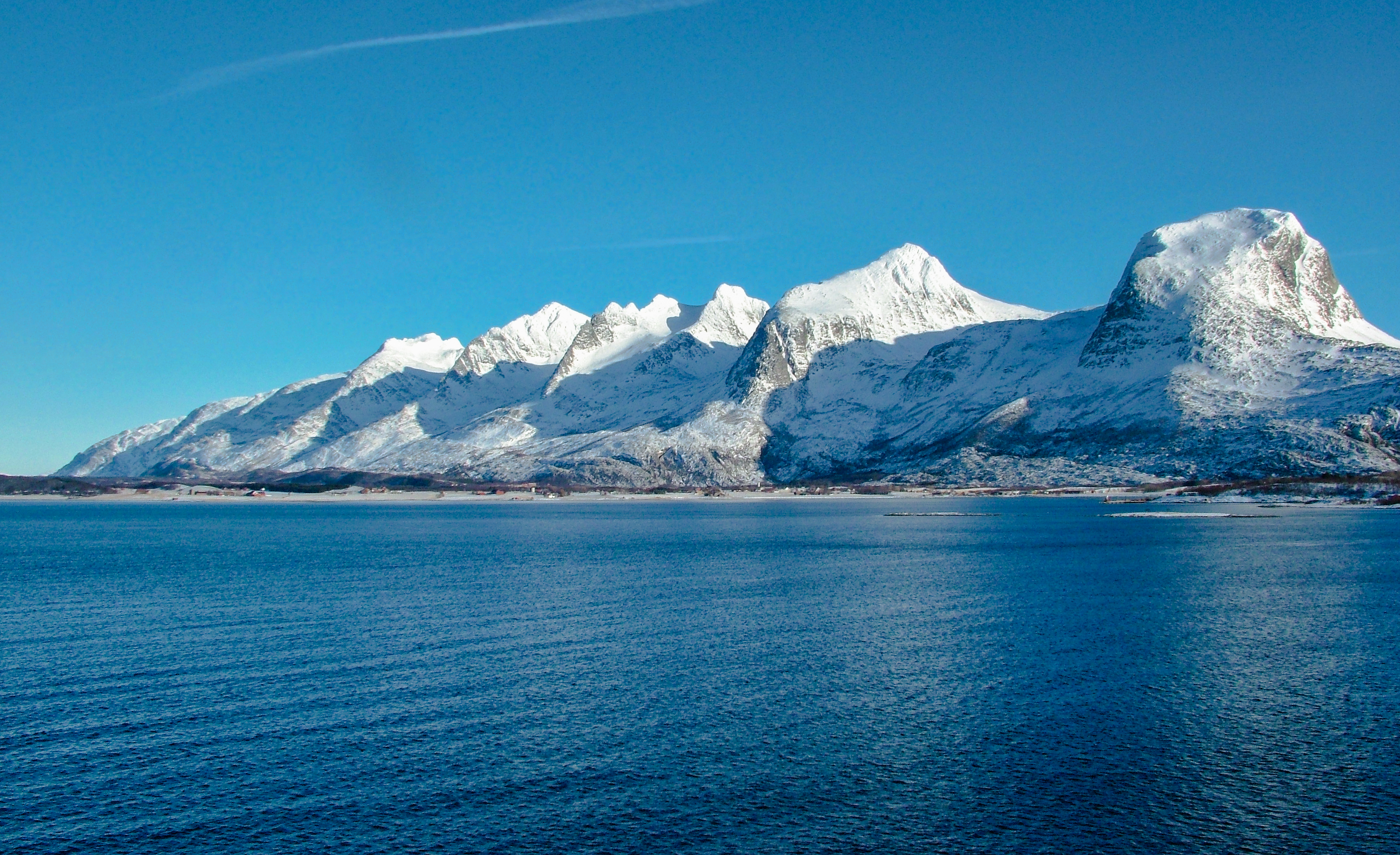
Die Sieben Schwestern von der Finnmarken aus gesehen

Die Sieben Schwestern (bokmål: De syv søstre bzw. Sju søstre) sind eine Bergformation aus sieben Bergen in der Kommune Alstahaug in Nordland, Norwegen.

## Lage
Die Sieben Schwestern erstrecken sich von Norden nach Süden auf der Insel Alsten südlich von Sandnessjøen.
Auf der Westseite führt an ihnen die Küstenstraße Fv17 entlang, von der man nur in einem kurzen Abschnitt alle Bergspitzen gleichzeitig sehen kann. 
Ein besserer Blick auf alle Bergspitzen bietet sich dem Betrachter von einem Schiff aus. Unter anderem fährt täglich die Hurtigrute auf dem Weg von Sandnessjøen nach Brønnøysund an der Westseite der Berge entlang. Die Ostseite kann man hingegen bei einer Fährüberfahrt von Tjøtta nach Forvik aus der Ferne sehen.

## Die Sage
Die Sieben Schwestern erreichten überregionale und auch touristische Bekanntheit vor allem durch die mit ihr verbundene Sage vom Torghatten (ausführliche Sage siehe dort).
Der Sage nach sollen es sieben Trolljungfrauen gewesen sein, die sich nach einer Verfolgung durch den Trollprinzen Hestmannen erschöpft niederwarfen. Bei Sonnenaufgang erstarrten sie zu Stein.

## Die Berge
Im Einzelnen bestehen die Sieben Schwestern aus folgenden Bergen (Norden nach Süden):
- Botnkrona (1072 m)
- Grytfoten (1019 m)
- Skjæringen (1037 m)
- Tvillingene – dt.: Zwillinge (980 m und 945 m)
- Kvasstinden (1010 m)
- Breitinden (910 m)

Alle Gipfel lassen sich ohne Bergsteigerausrüstung bezwingen. Dazu gibt es am Fuß der Berge ausgewiesene Parkplätze mit entsprechender Beschilderung für die Wege zum Gipfel. Die Wanderung über alle sieben Gipfel ist 26,1 Kilometer lang und hat eine gesamte Steigung von 3525 Metern. 
Ab und zu finden Rennen über alle sieben Gipfel statt. Der bestehende Rekord aus dem Jahr 2015 liegt bei 3 Stunden und 43 Minuten.

## Sonstiges
Eine stilisierte Darstellung der Sieben Schwestern findet sich im Gemeindewappen der Gemeinde Alstahaug.